# Căderea lui Hyperion
Căderea lui Hyperion (martie 1990) (titlu original The Fall of Hyperion) este al dolea roman science fiction al lui Dan Simmons din seria Hyperion Cantos. În 1991, romanul a câștigat premiile British Science Fiction și Locus, fiind nominalizat și la premiul Hugo în același an, precum și la premiul Nebula în 1990.

## Introducere
În 45 de capitole și un epilog, Căderea lui Hyperion prezintă căderea Hegemoniei Omului. La fel ca romanul precedent, Hyperion, are structura unei narațiuni cadru, deși mai puțin evident: în locul unor pelerini care își dezvăluie unii altora poveștile, à la Povestiri din Canterbury, perspectiva este aceea a cibridului reactivat al lui John Keats (poetul căruia îi este dedicat romanul: "Lui John Keats al cărui nume a fost scris în eternitate"), care visează oarecum aventurile pelerinilor prin intermediul geamănului său.

## Univers
Acțiunea seriei de romane Hyperion se petrece într-un viitor îndepărtat. Aceste romane sunt cunoscute în general sub titulatura Hyperion Cantos.
Primul dintre cele două elemente tehnologice cheie care modelează acest univers este 'propulsia Hawking', care permite călătoria interstelară. Propulsia Hawking i-a permis omenirii să se răspândească pe sute de lumi, dar călătoria între lumi poate dura ani. 
Al doilea element, mult mai important, îl reprezintă separarea de omenire a Inteligențelor Artificiale care au căpătat conștiință de sine. Ele sunt cunoscute sub numele de TehNucleu și au rămas aliați cu omenirea, căreia i-au dăruit câteva tehnologii cheie, inclusiv teleproiectoarele care au devenit critice pentru societatea umană.

## Concepte cheie
Hegemonia Omului - Guvernul care conduce majoritatea lumilor pe care s-au stabilit oameni. Guvernul include Senatori de pe diferite lumi, un Director Executiv ales de Senat și un reprezentant al TehNucleului. În principiu, este o dictatură condusă de un număr de oficiali aleși. Niciunei lumi nu i se permite să părăsească Hegemonia și multe lumi au fost obligate să intre în Hegemonie, așa încât celelalte lumi ale Web-ului să poată profita de pe urma resurselor planetelor lor. Un exemplu în acest sens este lumea acvatică Maui-Legământul, a cărei populație nu a vrut să se alăture Hegemoniei, fiind măcelărită, iar ecologia planetei fiind iremediabil distrusă, pentru ca lumile Hegemoniei să poată exploata resursele planetei. În sânul TehNucleului se găsește o facțiune care vrea să vadă Hegemonia dispărută, deoarece a devenit prea crudă.
Totalitatea - o democrație cu participare în timp real, similară unui forum web, permisă de datasferele TehNucleului și amintind de Althing-ul medieval islandez.
Datasfera - Infrastructura de comunicație a Web-ului, care acoperă foarte mulți ani-lumină, doar pentru că este o rețea de comunicație bazată pe o sferă cislunară care trebuie întâi programată înainte de a permite oamenilor accesul în TehNucleu. Dacă un om al Hegemoniei se află în afara rețelei, nu poate să acceseze informații sau comunice cu altă persoană din Web.
Web - Planetele legate prin teleproiectoare. Un portal de teleproiectare poate fi construit dacă planeta are o sferă cislunară care o orbitează sau dacă pe orbită se află o navă capabilă să genereze un portal pentru ca oamenii sau lucrurile să călătorească prin el.
Teleproiectoare - Portaluri care permit călătoria instantanee între lumi folosind singularitățile din spațiu. Aceste portaluri nu permit doar peste anii-lumină care separă galaxiile, ci și peste spațiul intergalactic. TehNucleul îi trimite pe Severn și pe Hunt pe Pământ, în Norul lui Magellan, unde a fost ascuns la sute de mii de ani-lumină depărtare de Galaxia Căii Lactee. La ora actuală, TehNucleul stă în teleproiectoare, deși acest lucru este ținut secret față de Hegemonie.
Planetă Protectorat - Planetele aflate în afara Web-ului, cum ar fi Hyperion. Hyperion a fost anexată Hegemoniei, dar nu face efectiv parte din Web, deoarece pe planetă nu au fost instalate portaluri de teleproiectare. Se crede că Shrike ar putea trece într-un fel prin portalurile de teleproiectare, măcelărind oamenii de pe alte lumi ale Web-ului.
TehNucleul - Inteligențele artificiale dotate cu conștiință, care s-au separat de omenire, dar au rămas aliate cu Hegemonia Omului. În realitate, există trei facțiuni aflate în conflict privitor la problema exterminării omenirii. Sediul TehNucleul este în rețeaua de teleproiectoare, dar acest lucru este ținut secret față de omenire.
Expulzații - Oameni care au părăsit planetele cu mult timp în urmă și trăiesc acum în 'roiuri' în spațiul cosmic. Ei nu fac parte din Hegemonia Omului și cetățenii acesteia îi consideră barbari.
The Shrike - Un 'monstru' acoperit de țepi despre care se spune că locuiește pe planeta Hyperion. Este o ființă organică, metalică, asemănătoare omului, cu patru brațe, care poate călători după voie în spațiu și timp, fiind responsabilă pentru moartea a milioane de oameni. A fost creat de Inteligența Finale a IA-urilor și trimisă înapoi în timp pentru a căuta Empatia, o fațetă a Inteligenței Finală apărută în sânul omenirii.
Biserica Ispășirii Finale - Un cult care îl venerează pe Shrike ca pe un avatar al ispășirii.

## Intriga
Meina Gladstone se angajează să apere Hyperion cu ajutorul FORȚEI:spațiu și să îi respingă pe Expulzați. În capitala Hegemoniei de pe Tau Ceti Central sosește Joseph Severn, un cibrid reprezentând reîncarnarea tehnologică a lui John Keats, care o ține la curent pe Gladstone cu privire la evenimentele cruciale privitoare la pelerini și la Criptele Timpului.
Severn este capabil să vadă și să simtă ceea ce trăiesc pelerinii de pe Hyperion. La început, nu își fac apariția nici Shrike, nici Căpitanul Het Masteen. Lenar Hoyt pornește spre Cripta de Jad, mânat de durerea cruciformului, iar Brawne Lamia pornește în căutarea lui. Rămas de strajă, Fedmahn Kassad speră că cei doi vor servi drept momeală pentru a-i atrage pe Shrike sau pe Moneta, pe care vrea să îi ucidă. Ajuns în Cripta de Jad, Hoyt descoperă un puț care coboară mii de kilometri către un veritabil infern, care îl va ucide cu siguranță, distrugând cruciformul. Înainte de a se arunca este ucis de Shrike, rămânând posibilitatea să fie readus la viață peste trei zile de către cruciform.
Apărarea Hyperionului nu se desfășoară deloc bine, Expulzații posedând un număr mult mai mare de unități de luptă decât cele luate în calcul de FORȚĂ, fiecare unitate fiind mult mai eficientă decât se credea.
Consulul încearcă să își regăsească nava, ale cărei facilități medicale ar putea fi folosite asupra părintelui Hoyt și, eventual, asupra tot mai tinerei Rachel, dar FORȚA consemnează nava la ordinul lui Gladstone. Purtând cadavrul lui Hoyt, pelerinii se îndreaptă spre Sfinx pentru adăpost.
Gladstone este surprinsă să afle că Severn a aflat dintr-un vis despre intenția ei de a nu evacua milioanele de oameni de pe Hyperion sau Marina care apără planeta. Ea se apără susținând că este crucial ca pelerinii să rămână în Criptele Timpului, împlinindu-și destinele. Ulterior, se dovedește că ea se aștepta ca Hyperion să cadă în mâinile Expulzaților, astfel încât Shrike să devină problema lor, nu a Hegemoniei. Ea știe că în urmă cu mulți ani a fost prezis un război între Expulzați și Hegemonie, pe care aceasta din urmă avea să îl câștige, Hyperion fiind singurul factor care ar fi putut schimba asta. Gladstone îl roagă pe Severn să facă o scurtă vizită pe Hyperion împreună cu mâna ei dreaptă, Leigh Hunt, pentru a vedea de aproape desfășurarea lucrurilor. În timpul călătoriei, Severn îi întâlnește pe Guvernatorul Theo Lane și pe Dr. Melio Arundez; de la primul află că Hyperion se află în pragul dezastrului, toată lumea îmbulzindu-se în jurul spațioportului, iar de la ultimul află că în orice clipă se pot deschide Criptele Timpului. Motivul acestei deschideri îl constituie permisiunea acordată de Consul Expulzaților de a aduce pe planetă un dispozitiv care să anuleze câmpul ei anti-entropic. Odată cu colapsarea câmpului, Criptele Timpului urmează să se deschidă, permițându-i lui Shrike să meargă oricând oriunde dorește.
În următorul vis al lui Severn, Kassad este atacat de Moneta. Lupta dintre ei se încheie cu victoria femeii, care îi dăruiește o armură/armă din viitor. Kassad este atacat apoi de Shrike, fiind salvat doar de faptul că Moneta îl transportă în viitorul care pare a se afla în mâinile Expulzaților. Aceștia se dovedesc a fi altceva decât dușmanul barbar pe care îl credea omenirea și îl vindecă pe Kassad. Colonelul constată că Expulzații diferă foarte mult ca aspect, suferind modificări genetice care le permite să se adapteze mediului, în loc să facă invers. După ce ia legătura cu alți Expulzați din viitor, îl atacă din nou pe Shrike, în timp ce noii săi aliați îi atacă pe ceilalți Shrike care au apărut, într-o bătălie care va decide dacă "omenirea are ceva de spus legat de viitorul ei". Omenirea viitorului pare să câștige bătălia, dar Kassad este ucis.
Planul din prezent al Expulzaților iese la iveală odată cu apariția navelor lor cu fuziune atât de aproape de WorldWeb, care își activează propulsia Hawking după ce călătoriseră multă vreme cu viteze subluminice nedetectabile.
Părintele Duré este renăscut din cruciformul prins de rămășițele părintelui Hoyt, în timp ce Lamia și Silenus părăsesc Donjonul Cronos, pentru a găsi un mod să completeze resursele alimentare împuținate. Trecând prin Orașul Poeților, Silenus o părăsește pe Lamia, dornic să-și termine Cânturile. Acolo îl găsește Shrike lucrând de zor și îl înfige în Copacul său al Durerii. Consulul, Sol Weintraub și Duré îl găsesc pe Căpitanul Het Masteen prăbușit pe nisip, febril și deshidratat, care nu mai apucă să își spună povestea înainte de a muri.
Lamia nu găsește proviziile dorite, ci ajunge față în față cu Shrike, împotriva căruia gloanțele ei se dovedesc neputincioase. Creatura îi înfige unul din spinii metalici lângă implantul ei pentru accesul datelor, legând-o de piatra Sfinxului printr-un ciudat cablu tehno-organic. Găsind-o în această stare, Consulul pornește spre capitala Hyperionului, Keats, pentru a-și elibera nava care posedă o unitate criogenică, în care poate fi pusă Rachel înainte de momentul nașterii, și uneltele necesare pentru a tăia cablul Lamiei. Femeia trăiește, dar conștiința ei a fost transferată în datasferă, unde i se alătură Johnny, care a fost eliberat din bucla Schrön de către Shrike. El o informează că visează realitatea lui Severn, la fel cum Severn visează realitatea lui. Cei doi pornesc spre inima TehNucleului pentru a găsi răspunsuri.
Kassad ajunge la copacul durerii, pe care se află prinse victimele lui Shrike, străpunse de țepi, dar vii. Încercând să îl elibereze pe Silenus, Kassad se luptă cu Shrike în diferite locuri și timpuri, unul fiind acela prin care au trecut pelerinii în prima carte. 
În Web panica a atins cote paroxistice, miliarde de cetățeni ai Hegemoniei căutând metode de a scăpa de iminenta invazie. Pe unele lumi încep revolte, iar Gladstone decide să sacrifice câteva lumi din "primul val", pentru a câștiga timpul necesar organizării defensivei pe lumile care urmează să fie atacate ulterior. Speranțele de negociere dispar atunci când prima lume invadată este bombardatî cu arme nucleare și plasmatice. Prin intermediul Consilierului Consultativ Albedo, TehNucleul afirmă că ar fi găsit o soluție, sub forma unei variante extrem de periculoase a baghetei-letale (similară unei bombei cu neutroni). Arma ar urma să distrugă atât Expulzații, cât și cetățenii Hegemoniei aflați în apropiere. Pentru a evita ultimul aspect, TehNucleul propune o evacuare în masă pe lumile labirintice.
Naveta Consulului se prăbușește în apropiere de Keats, Duré pleacă în explorare, iar Shrike apare și o ia pe Rachel în ultima clipă, lăsându-l pe Sol să contemple deschiderea Criptelor Timpului.
Lamia și Johnny trec prin TehNucleu și ajung în Megasferă, o lume de dincolo de darasferă locuită de Ia-uri. Aici îl găsesc pe Ummon, un AI puternic și influent, care îi informează că Nucleul este vinovat de "distrugerea" Vechiului Pământ și de mutarea lui pe alt braț al Căii Lactee, acțiune făcută pentru a influența extinderea Hegemoniei și a numărului lumilor Web-ului, astfel încât TehNucleul să se poată extinde, la rândul său, prin intermediul rețelei de teleproiectoare. Ummon le destăiunie că în Megasferă trăiesc "finnțe mai mărețe" și că Nucleul se teme că oamenii viitorului ar putea crea Inteligența Finală în cadrul Megasferei, într-un loc numit Neantul Care Unește. După ce le dezvăluie motivele asasinării lui Bryon Lamia și Johnny, îl distruge pe acesta din urmă și o expulzează pe Lamia din Megasferă.
Pe Hyperion, Consulul intră în legătură cu Theo Lane, guvernatorul planetei, fiind contactat de Gladstone care îi cere să negocieze cu Expulzații încheierea războiului.
Între timp, Severn scapă cu greu dintr-o mulțime de radicali ai Biserii lui Shrike și pleacă pe Pacem unde îl găsește pe părintele Paul Duré. Acesta îi povestește că, în timpul explorării sale, a găsit o intrare în palatul lui Shrike, anterior sigilată, care l-a dus în labirinturile Hyperionului, pline cu cadavre în descompunere și cu paraziți cruciformi. Shrike l-a dus la o navă și l-a teleportat pe Pacem. Duré și Severn își dau seama că propunerea de evacuare a TehNucleului este o cursă, acesta intenționând să lege toți oamenii din labirinturi cu rețele de procesare paralele masive care folosesc paraziții "cruciformi" întâlniți de Duré. În timp ce Duré merge pe Crângul lui Dumnezeu, Severn pleacă alături de Leigh Hunt să o întâlnească pe Gladstone, dar teleproiectorul îi închide pe Vechiul Pământ. La puțin timp după aceea, Severn se îmbolnăvește de tuberculoză ca o paralelă stranie a personalității pe care o reprezintă, John Keats.
Duré revine pe Tau Ceti Central în momentul în care Crângul lui Dumnezeu este distrus de un bombardament al Expulzaților. Acolo, este ales în mod inexplicabil Papă al Bisericii Catolice și revine pe Pacem înainte de a o putea avertiza pe Gladstone despre pericol. Severn, al cărui trup fizic moare de tuberculoză, intră în metasferă și o contactează prin intermediul unui vis, informând-o că TehNucleul locuiește în sistemul de teleproiectoare.
Consulul ia legătura cu Expulzații, care îi dezvăluie faptul că "invazia" are loc doar în sistemul Hyperion, în spatele celorlalte atacuri aflându-se Nucleul. Autopsiile efectuate de FORȚĂ asupra "Expulzaților" din celelalte invazii confirmă faptul că aceștia sunt cibrizi ai Nucleului. Pe baza acestor dovezi, Gladstone autorizează FORȚA să distrugă întreaga rețea de teleproiectoare, știind de la Severn că Nucleul sălășuiește în ea. În urma acestei acțiuni, Hegemonia Omului colapsează, milioane de oameni murind în haosul creat. Sistemul de comunicare "sperlumic" este distrus puțin mai târziu, fenomenul fiind însoțit de un mesaj din partea unei inteligențe extraterestre din metasferă care justifică gestul prin faptul că oamenii îi deranjează pe cei care folosesc sistemul pentru scopuri serioase.
Pe Hyperion, Brawne Lamia intră în Templul lui Shrike, unde îl găsește pe Silenus alături de celelalte victime ale lui Shrike legate cu același cablu care o conecta pe ea cu datasfera. Aparent, Copacul Durerii este o simulare, iar Lamia reușește să taie calbul lui Silenus și să îl înfrângă pe Shrike. Rachel, apare în afara Criptelor Timpului sub forma unei tinere care își dăruiește sinele mai tânăr (revenit la cursul firesc de vieții) lui Sol, explicându-i că ea e Moneta și călătorește prin timp alături de Shrike la ordinele omenirii viitorului. După dispariția ei, Sol decide să călătorească în viitorul lui Rachel folosind portalul.
Câteva luni mai târziu răul cel mai mare cauzat de haos a trecut, Hyperion înflorește din nou, iar foștii cetâțeni ai Hegemoniei și Expulzații trăiesc laolaltă. Se află noi informații despre diferitele cripte și diferiții monoliți din Criptele Timpului și, uneori, portalul către viitor acceptă o persoană. Romanul se încheie cu revenirea Consulului în fostul Web pentru a afla ce s-a întâmplat, Severn jucând rolul IA-ului navei sale.